# Cyklistická trasa 33

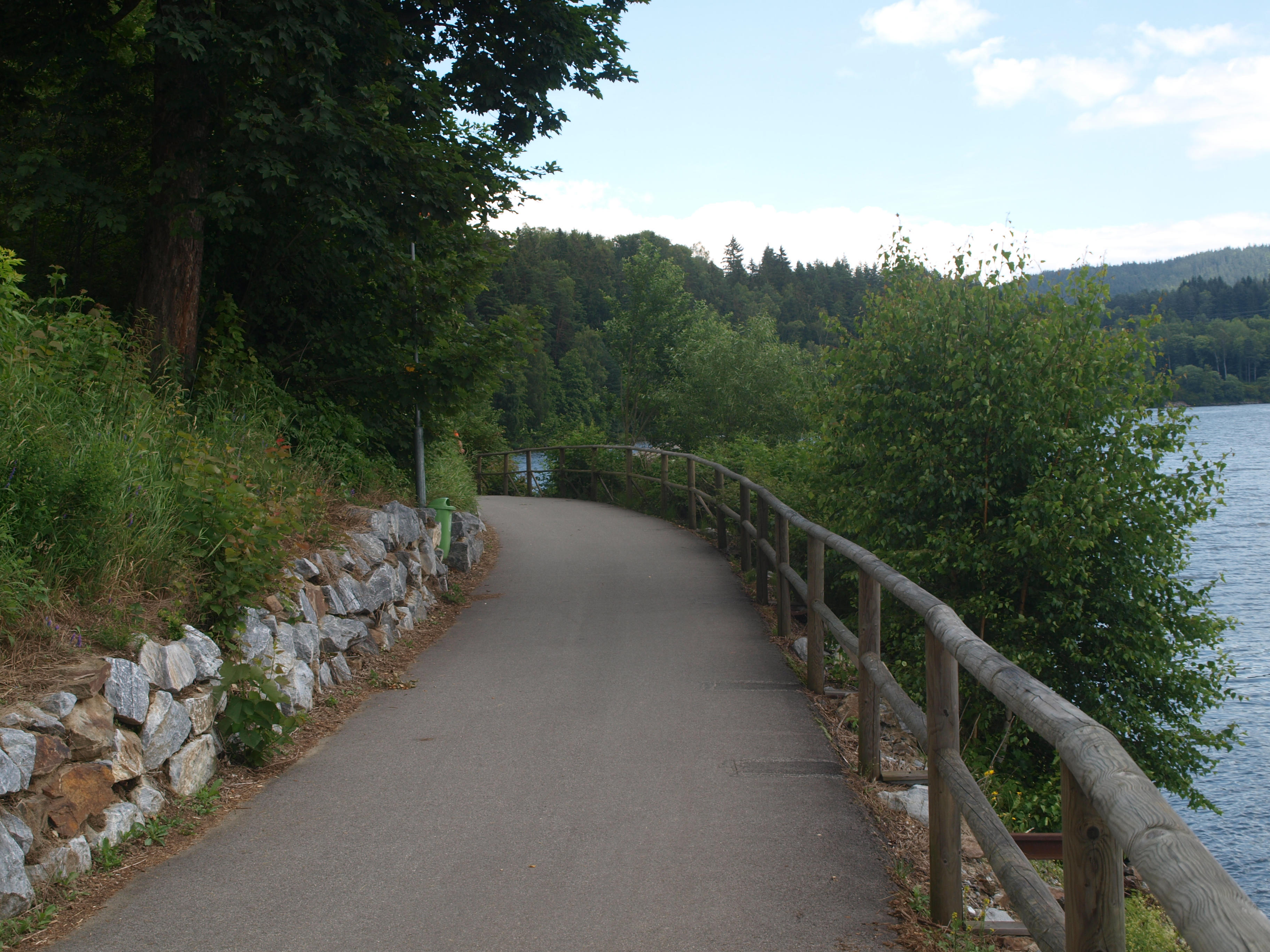
Trasa 33 poblíž hráze lipenské přehrady

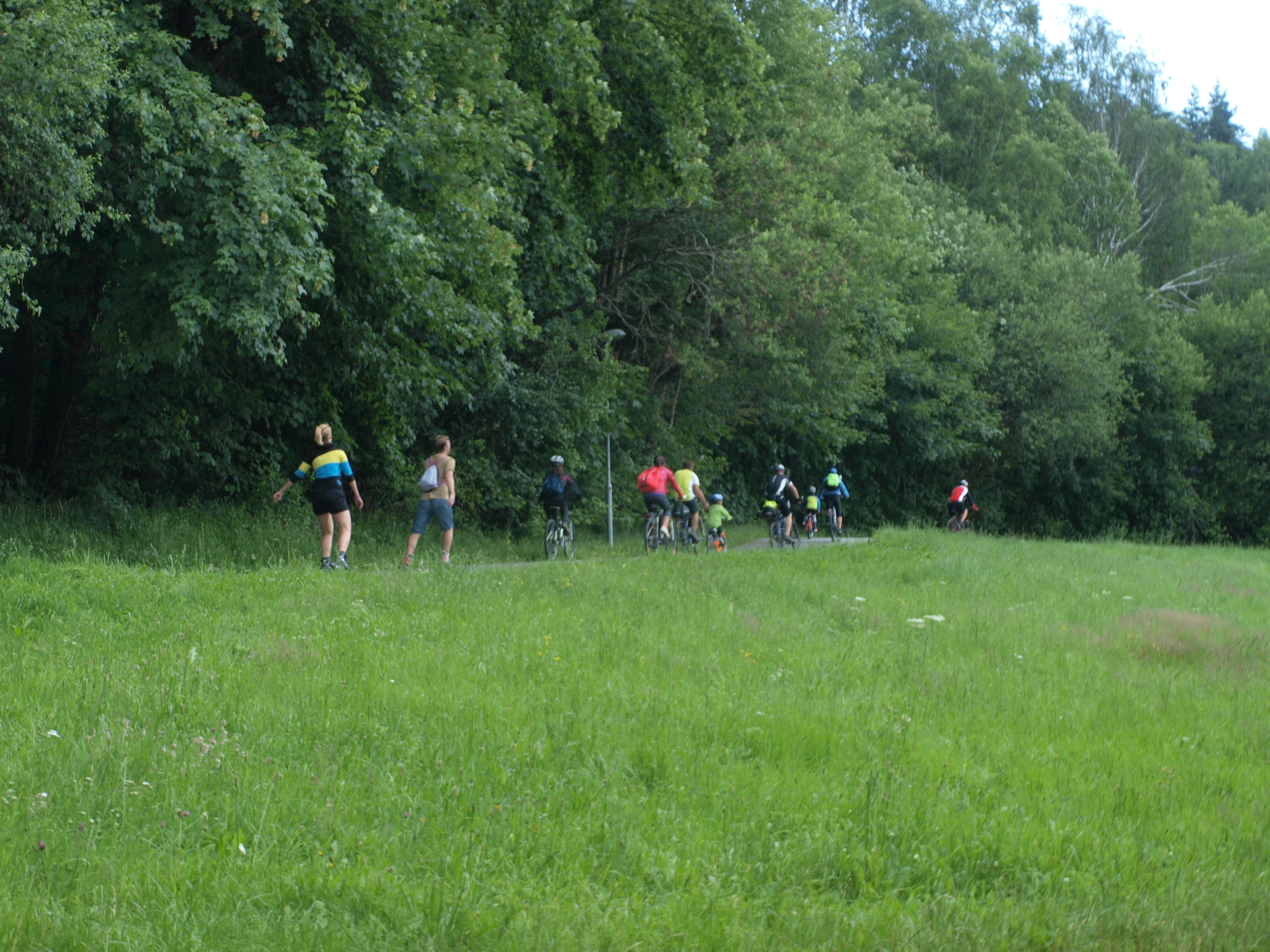
Trasa 33 poblíž hráze lipenské přehrady

Cyklistická trasa 33 nazývaná též Šumavská magistrála je cyklistická trasa Klubu českých turistů II. třídy (dálková) určená pro cyklistiku vedená mezi obcemi Všeruby, Železná Ruda a Vyšší Brod. Prochází okresy Domažlice, Klatovy, Prachatice a Český Krumlov. Délka trasy je 205,5 km. Vzdálenost vzdušnou čarou je 126 km. Trasa dosahuje maximální nadmořské výšky mezi Modravou a Kvildou u Tetřevské slati (1145 m n. m.).
| Křížení s jinými cyklistickými trasami |                   |                             |                                   |             |
| km                                     | bod               | navazující, křižující trasy | souřadnice                        | nadm. výška |
| 0                                      | Všeruby           | 36 2014 2015 2196 3A        | 49°20′24″ s. š., 12°58′54″ v. d.* | 447 m *     |
| 18                                     | Nýrsko            | 2049 2050 2052              | 49°17′27″ s. š., 13°8′13″ v. d.*  | 457 m *     |
| 42                                     | Železná Ruda      | EV13 2072 2113              | 49°8′13″ s. š., 13°14′3″ v. d.*   | 770 m *     |
| 63                                     | U Prášil          | EV13 2113                   | 49°6′14″ s. š., 13°23′12″ v. d.*  | 880 m *     |
| -                                      | Srní              | 2114 2121                   | 49°5′13″ s. š., 13°28′47″ v. d.*  | 855 m *     |
| 82                                     | Rechle            | OC 2114                     | 49°2′19″ s. š., 13°30′14″ v. d.*  | 945 m *     |
| 84                                     | Modrava           | OC 1023 2113                | 49°1′27″ s. š., 13°29′55″ v. d.*  | 985 m *     |
| 92                                     | Kvilda            | 331 1041                    | 49°1′9″ s. š., 13°34′46″ v. d.*   | 1060 m *    |
| 112                                    | Horní Vltavice    | 1032                        | 48°57′20″ s. š., 13°45′34″ v. d.* | 800 m *     |
| 117,5                                  | Lenora            | 1036                        | 48°55′18″ s. š., 13°47′41″ v. d.* | 765 m *     |
| 130,5                                  | Stožec            | VC 1024 1029                | 48°51′33″ s. š., 13°49′8″ v. d.*  | 775 m *     |
| 145,5                                  | Nová Pec          | VC 1026 1027 1033           | 48°47′29″ s. š., 13°56′56″ v. d.* | 730 m *     |
| 157                                    | Horní Planá       | 1254                        | 48°45′58″ s. š., 14°1′56″ v. d.*  | 760 m *     |
| 166,5                                  | Černá v Pošumaví  | 1022                        | 48°44′16″ s. š., 14°6′41″ v. d.*  | 730 m *     |
| 184                                    | Frymburk          | VC                          | 48°39′30″ s. š., 14°9′57″ v. d.*  | 725 m *     |
| 191                                    | Lipno nad Vltavou | VC                          | 48°38′31″ s. š., 14°13′12″ v. d.* | 725 m *     |
| 205,5                                  | Vyšší Brod        | EV13 34 1033                | 48°36′59″ s. š., 14°18′44″ v. d.* | 575 m *     |

* přibližný údaj

## Průběh trasy
Šumavská cyklistická magistrála vychází z křižovatky cyklistických tras před kostelem svatého Michala ve Všerubech a navazuje zde na Magistrálu Český les–Krušné hory (cyklotrasa 36). Odtud vede po silnici druhé třídy II/190. Z té odbočuje na křižovatce Liščí hájovna pod Jezvincem a po lesní komunikaci vede přes Orlovice do Hadravy. Po silnici pokračuje do Nýrska.
Mezi Gerlovou Hutí a Srním vede trasa po nově vybudované střídavě asfaltové a pískové cyklostezce souběžné se silnicí. S přípravou projektu se začalo již v roce 2005. Stezka byla rozdělena do čtyř úseků: úsek Gerlova Huť - Nová Hůrka (délka 5 km, náklady 18 mil. Kč, dokončeno 11/2006 ), úsek Nová Hůrka - Vysoké Lávky (délka 10 km, první 3 km do Skelné dokončeny 11/2013, náklady 10,6 mil. Kč), úsek Vysoké Lávky - Prášily - Velký Bor (délka 6,9 km, náklady 30 mil. Kč, dokončeno 12/2009), úsek Velký Bor - Srní-Mechov (délka 4,2 km, náklady 23,1 mil. Kč, dokončeno 12/2010).
Z Nové Pece vede magistrála po levém břehu Lipna. V posledních letech tu bylo vybudováno několik nových úseků. U Horní Plané byl v roce 2013 vybudován ve dvou etapách 5,5 km dlouhý úsek mezi železniční zastávkou Pernek a Jenišovem, aby nahradil původní trasu přes osady Maňava a Pihlov, kterou si cyklisté zkracovali po velmi frekventované silnici I/39 z Horní Plané do Volar, kde došlo v letech 1998 až 2013  ke třem smrtelným zraněním cyklistů. V roce 2010 byla otevřena 11,5 km dlouhá Jezerní cyklostezka vedoucí z Frymburka přes Lipno nad Vltavou až na přehradní hráz. Její vybudování přišlo na 40 milionů korun. Přispěly na ni SFDI a obce. Záměr vznikl už v roce 1997, ale nebylo jednoduché jej uskutečnit. Stezka svou atraktivní trasou vytváří turistické korzo, jež láká mnoho návštěvníků Lipenska.
Dne 15. prosince 2023 byl zahájen provoz na 5,5 km dlouhém novém úseku této cyklistické trasy (cyklostezce). Tato nová cyklostezka vede po pravém břehu Vltavy z Loučovic (od kaple svatého Prokopa) do Vyššího Brodu.